# Cars Région Loire
 (décembre 2015).
Si vous disposez d'ouvrages ou d'articles de référence ou si vous connaissez des sites web de qualité traitant du thème abordé ici, merci de compléter l'article en donnant les références utiles à sa vérifiabilité et en les liant à la section « Notes et références ».
Cars Région Loire, anciennement les transports interurbains de la Loire (TIL), est le nom du réseau de transports interurbains de la Loire, en région Auvergne-Rhône-Alpes .

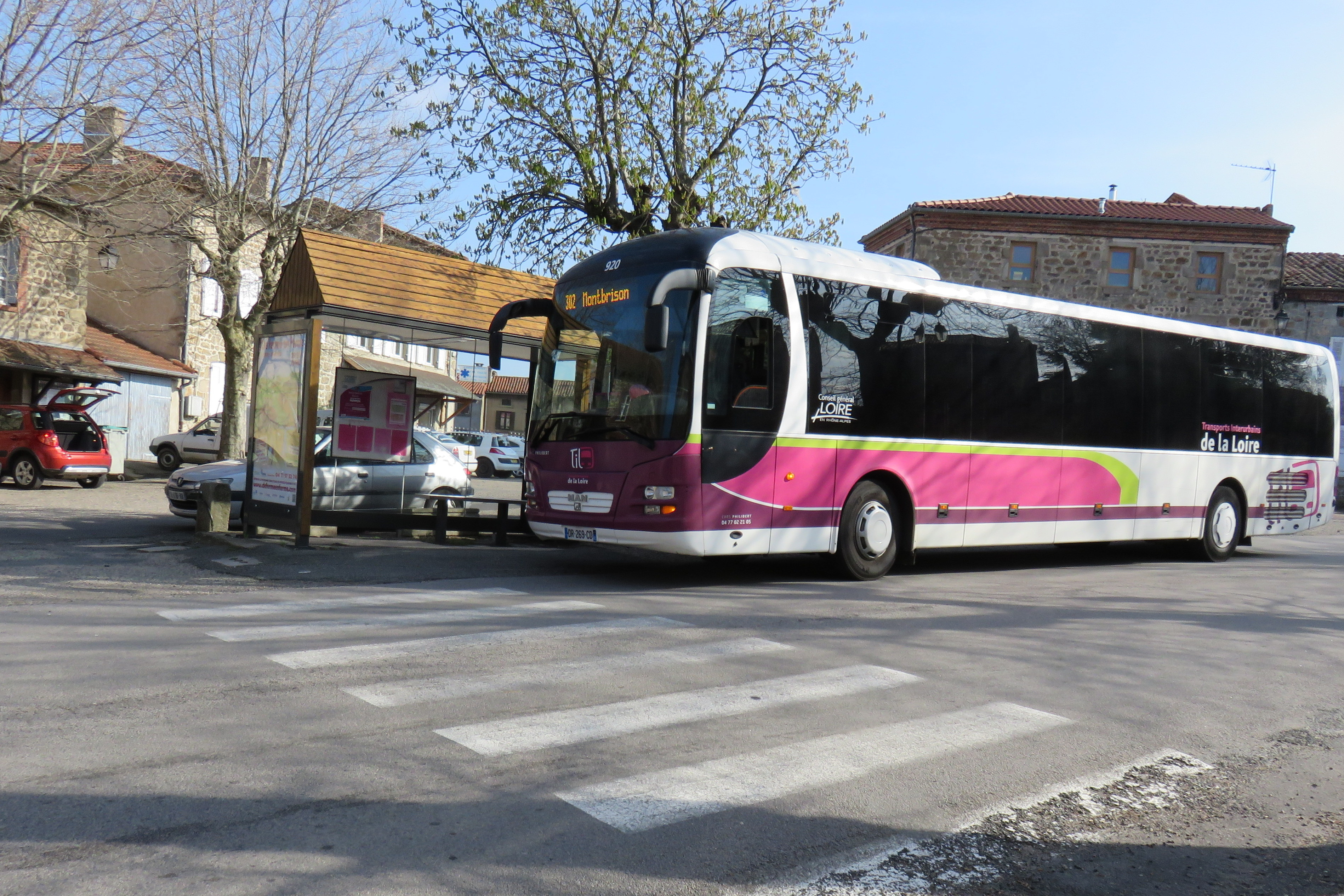
Autocar de la ligne 302, en livrée TIL de 2008, en direction de Montbrison à l’arrêt à Soleymieux.

Depuis le 1er septembre 2017, la Région Auvergne-Rhône-Alpes est autorité organisatrice des transports interurbains et scolaires. Dans la Loire, la compétence est déléguée au département jusqu'au 1er janvier 2021.

## Histoire
Au 25 août 2016, la ligne 130 qui reliait Pélussin au Péage-de-Roussillon en passant par Roisey, Maclas, Lupé, Malleval, Saint-Pierre-de-Boeuf, Limony, Serrières et Roussillon est supprimée.
Le 29 août 2019, les lignes STAS 38 et TIL 103 fusionnent pour donner la ligne C1 et la ligne TIL 108 voit son trajet modifié, notamment avec un passage par Chambœuf, qui n'était jusqu'alors non desservie par des lignes régulières et un nouveau terminus au collège Jules Romains.
Le 24 août 2020 marque un tournant pour le réseau avec l'élaboration d'un « nouveau réseau », avec un appel d'offres pour de nouveaux exploitants. Parmi les grands changements, la ligne 101 voit son trajet limité à Montrond-les-Bains au lieu de Feurs et les lignes 104 et 123, en grande partie sur le territoire de Saint-Étienne Métropole depuis l'adhésion d'Aboën, Saint-Nizier-de-Fornas, Rozier-Côtes-d'Aurec et Saint-Maurice-en-Gourgois, ont été remplacées par les lignes STAS 31, 68 et 69. La ligne 105 dessert systématiquement son nouveau terminus CHU St Etienne Nord, la ligne 106 ne dessert plus Chambles mais systématiquement Saint-Marcellin-en-Forez en partant de St-Etienne Bellevue, la ligne 107 est, elle supprimée et c'est la ligne 120 qui reprend son itinéraire, laissant le secteur d'Andrézieux-Bouthéon par lequel elle passait jusqu'alors. La ligne 122 ne dessert désormais plus le centre commercial de Davézieux et la plupart de ses passages font terminus à la gare routière d'Annonay.
En janvier 2021, le réseau TIL prend le nom de Cars Région Loire.
Au 1er septembre 2021, la numérotation existante — les lignes C1 et C2 ne sont pas concernées — est remplacée par la nouvelle numérotation alphanumérique régionale, avec la lettre « L » pour les lignes et une logique sectorielle, adaptation de celle préexistante, pouvant être décrite ainsi :
- L10 à L19 : Lignes autour de Saint-Étienne ;
- L20 à L29 : Lignes autour de Roanne ;
- L30 à L39 : Lignes autour de Montbrison ;
- L40 à L49 : Lignes du massif du Pilat (dans la numérotation TIL, cette sectorisation n'existait pas).

| Ancien numéro | Nouveau numéro |
| ------------- | -------------- |
| 101           | L10            |
| 111           | L11            |
| 102           | L12            |
| 120           | L13            |
| 119           | L14            |
| 105           | L15            |
| 106           | L16            |
| 122           | L17            |
| 201           | L20            |
| 206           | L21            |
| 207           | L22            |
| 208           | L23            |
| 214           | L24            |
| 114           | L30            |
| 112           | L31            |
| 302           | L32            |
| 303           | L33            |
| 304           | L34            |
| 305           | L35            |
| 131           | L40            |
| 128           | L41            |
| 129           | L42            |

## Le réseau

### Les agences
Le réseau compte huit agences dans la Loire, avec deux agences à Saint-Étienne, et une dans les villes de Saint-Symphorien-sur-Coise, Montbrison, Saint-Just Saint-Rambert, Roanne, Feurs et Pélussin.

### Tarification
En 2023, le ticket de transport est à 2 € l'unité, permettant d'effectuer un trajet dans l'ensemble du département. Des tarifs dégressifs et des pass mensuels existent pour les voyageurs réguliers. Notamment, le pass Réseau scolaire permet aux jeunes, ayant un abonnement scolaire en cours de validité, de pouvoir bénéficier d'un accès illimité à l'ensemble du réseau Cars Région Loire durant l'année scolaire pour 5 €.

## Les lignes

### Lignes régulières

#### Lignes ConnexionSTAS/Cars Région
- Ligne C1 : Saint-Symphorien-sur-Coise Place De Gaulle ↔ Gare de Saint-Étienne-La Terrasse
- Ligne C2 : Sury-le-Comtal - Boulevard Orelu ou Andrézieux-Bouthéon - Nautiform ↔ Saint-Galmier Collège Jules Romains

#### Lignes L10 à L19
| Ligne | Caractéristiques | Caractéristiques | Caractéristiques | Caractéristiques | Caractéristiques | Caractéristiques | Caractéristiques | Caractéristiques | Caractéristiques |
| L10   | Andrézieux-Bouthéon — Rond-Point Colonna ⥋ Montrond-les-Bains — La Gare | Andrézieux-Bouthéon — Rond-Point Colonna ⥋ Montrond-les-Bains — La Gare                                             | Andrézieux-Bouthéon — Rond-Point Colonna ⥋ Montrond-les-Bains — La Gare                                             | Andrézieux-Bouthéon — Rond-Point Colonna ⥋ Montrond-les-Bains — La Gare                                             | Andrézieux-Bouthéon — Rond-Point Colonna ⥋ Montrond-les-Bains — La Gare                                             | Andrézieux-Bouthéon — Rond-Point Colonna ⥋ Montrond-les-Bains — La Gare                                             | Andrézieux-Bouthéon — Rond-Point Colonna ⥋ Montrond-les-Bains — La Gare                                             | Andrézieux-Bouthéon — Rond-Point Colonna ⥋ Montrond-les-Bains — La Gare                                             | Andrézieux-Bouthéon — Rond-Point Colonna ⥋ Montrond-les-Bains — La Gare                                             |
| ----- | --- | --- | --- | --- | --- | --- | --- | --- | --- |
| L10   | Ouverture / Fermeture — / 24 août 2025 | Longueur — | Durée 60 min | Nb. d’arrêts 22 | Matériel Crossway Line                                                                                              | Jours de fonctionnement L, Ma, Me, J, V                                                                             | Jour / Soir / Nuit / Fêtes O / N / N / N                                                                            | Voy. / an — | Transporteur Philibert                                                                                              |
| L10   | Desserte : - Villes et lieux desservis : Andrézieux-Bouthéon, Saint-Cyprien, Craintilleux, L'Hopital-le-Grand, Unias, Boisset-les-Montrond, Montrond-les-Bains. - Stations et gares desservies : Gare de Montrond-les-Bains. | | | | | | | | |
| L10   | Autre : - Arrêts non accessibles aux UFR : N.C. - Amplitudes horaires : La ligne fonctionne du lundi au vendredi en période scolaire à raison de deux départs vers Montrond-les-Bains et d'un départ vers Andrézieux-Bouthéon. - Date de dernière mise à jour : 9 août 2025. | | | | | | | | |
| L10   | Dernière actualisation : — | | | | | | | | |
| L11   | Saint-Étienne — Châteaucreux Gare Routière ⥋ Montbrison — Hôpital Beauregard | Saint-Étienne — Châteaucreux Gare Routière ⥋ Montbrison — Hôpital Beauregard                                        | Saint-Étienne — Châteaucreux Gare Routière ⥋ Montbrison — Hôpital Beauregard                                        | Saint-Étienne — Châteaucreux Gare Routière ⥋ Montbrison — Hôpital Beauregard                                        | Saint-Étienne — Châteaucreux Gare Routière ⥋ Montbrison — Hôpital Beauregard                                        | Saint-Étienne — Châteaucreux Gare Routière ⥋ Montbrison — Hôpital Beauregard                                        | Saint-Étienne — Châteaucreux Gare Routière ⥋ Montbrison — Hôpital Beauregard                                        | Saint-Étienne — Châteaucreux Gare Routière ⥋ Montbrison — Hôpital Beauregard                                        | Saint-Étienne — Châteaucreux Gare Routière ⥋ Montbrison — Hôpital Beauregard                                        |
| L11   | Ouverture / Fermeture — / — | Longueur 43,4 km | Durée 81 min | Nb. d’arrêts 28 | Matériel Intouro Crossway Line NP                                                                                   | Jours de fonctionnement L, Ma, Me, J, V, S, D                                                                       | Jour / Soir / Nuit / Fêtes O / N / N / O                                                                            | Voy. / an — | Transporteur 2TMC SRT                                                                                               |
| L11   | Desserte : - Villes et lieux desservis : Saint-Étienne, Andrézieux-Bouthéon, Saint-Cyprien, Bonson (Loire), Sury-le-Comtal, Saint-Romain-le-Puy, Montbrison. - Stations et gares desservies : Gare de Saint-Étienne-Châteaucreux, Châteaucreux (T2 et T3), Gare de Saint-Étienne-Carnot, Place Carnot (T1 et T2), Gare de Saint-Étienne-La Terrasse, Terrasse (T1 et T3), Gare de Bouthéon, Gare de Bonson, Gare de Montbrison. | | | | | | | | |
| L11   | Autre : - Arrêts non accessibles aux UFR : — - Amplitudes horaires : - La ligne fonctionne du lundi au vendredi en période scolaire à raison de 22 départs depuis Montbrison et 23 départs depuis Saint-Étienne par jour et par sens de 6h10 à 21h23. En période "vacances scolaires" à raison de 21 départs par sens de 6h10 à 20h32. Depuis le 28 août 2023, la L11 propose deux horaires en EXPRESS, 1 départ de Montbrison à 06h35 et 1 départ de Saint-Etienne à 17h20 (ces deux services desservent uniquement les arrêts de Montbrison et Saint-Étienne) du lundi au vendredi (hors été). Le samedi, la ligne fonctionne à raison de 12 départs par sens de 6h45 à 20h29 et le dimanche à raison de 5 départs par sens de 7h05 à 20h20 ; - - En période "vacances d'été Cars Région", la ligne fonctionne de 6h10 à 20h26 à raison de 12 départs par jour et par sens. - Date de dernière mise à jour : 8 septembre 2024.               | | | | | | | | |
| L11   | Dernière actualisation : — | | | | | | | | |
| L12   | Bourg-Argental — Place de la Bascule ⥋ Saint-Étienne — Bellevue-Robespierre | Bourg-Argental — Place de la Bascule ⥋ Saint-Étienne — Bellevue-Robespierre                                         | Bourg-Argental — Place de la Bascule ⥋ Saint-Étienne — Bellevue-Robespierre                                         | Bourg-Argental — Place de la Bascule ⥋ Saint-Étienne — Bellevue-Robespierre                                         | Bourg-Argental — Place de la Bascule ⥋ Saint-Étienne — Bellevue-Robespierre                                         | Bourg-Argental — Place de la Bascule ⥋ Saint-Étienne — Bellevue-Robespierre                                         | Bourg-Argental — Place de la Bascule ⥋ Saint-Étienne — Bellevue-Robespierre                                         | Bourg-Argental — Place de la Bascule ⥋ Saint-Étienne — Bellevue-Robespierre                                         | Bourg-Argental — Place de la Bascule ⥋ Saint-Étienne — Bellevue-Robespierre                                         |
| L12   | Ouverture / Fermeture — / — | Longueur — | Durée 70 min | Nb. d’arrêts 24 | Matériel Crossway Line Crossway NP                                                                                  | Jours de fonctionnement L, Ma, Me, J, V, S, D                                                                       | Jour / Soir / Nuit / Fêtes O / N / N / O                                                                            | Voy. / an — | Transporteur Chazot                                                                                                 |
| L12   | Desserte : - Villes et lieux desservies : Bourg-Argental, Saint-Julien-Molin-Molette, Colombier, Thélis-la-Combe, Graix, Le Bessat, Tarentaise, Saint-Étienne (dont Rochetaillée). - Stations et gares desservies : Gare de Saint-Étienne-Bellevue, Bellevue (T1 et T3). | | | | | | | | |
| L12   | Autre : - Arrêts non accessibles aux UFR : N.C. - Amplitudes horaires : - La ligne fonctionne du lundi au vendredi en période scolaire de 6 h 10 à 19 h 45 environ à raison de 4 à 6 départs par sens et par jour, du lundi au vendredi en vacances scolaires de 6 h 35 à 18 h 52 à raison de 3 à 4 départs par sens et par jour, le samedi de 7 h 20 a 18 h 54 à raison de 3 départs par sens et le dimanche de 13 h 34 à 19 h 21 à raison d'un départ par sens ; - La semaine en période de vacances d'été, la ligne fonctionne de 7 h 20 à 18 h 54 à raison de 3 départs par sens et par jour. - Date de dernière mise à jour : 3 décembre 2023. | | | | | | | | |
| L12   | Dernière actualisation : — | | | | | | | | |
| L13   | Saint-Étienne — Châteaucreux Gare Routière ⥋ Craponne-sur-Arzon — Croix de mission | Saint-Étienne — Châteaucreux Gare Routière ⥋ Craponne-sur-Arzon — Croix de mission                                  | Saint-Étienne — Châteaucreux Gare Routière ⥋ Craponne-sur-Arzon — Croix de mission                                  | Saint-Étienne — Châteaucreux Gare Routière ⥋ Craponne-sur-Arzon — Croix de mission                                  | Saint-Étienne — Châteaucreux Gare Routière ⥋ Craponne-sur-Arzon — Croix de mission                                  | Saint-Étienne — Châteaucreux Gare Routière ⥋ Craponne-sur-Arzon — Croix de mission                                  | Saint-Étienne — Châteaucreux Gare Routière ⥋ Craponne-sur-Arzon — Croix de mission                                  | Saint-Étienne — Châteaucreux Gare Routière ⥋ Craponne-sur-Arzon — Croix de mission                                  | Saint-Étienne — Châteaucreux Gare Routière ⥋ Craponne-sur-Arzon — Croix de mission                                  |
| L13   | Ouverture / Fermeture — / — | Longueur — | Durée 113 min | Nb. d’arrêts 48 | Matériel Crossway Line Crossway NP                                                                                  | Jours de fonctionnement L, Ma, Me, J, V, S, D                                                                       | Jour / Soir / Nuit / Fêtes O / N / N / O                                                                            | Voy. / an — | Transporteur Chazot                                                                                                 |
| L13   | Desserte : - Villes et lieux desservis : Saint-Étienne, Saint-Just-Saint-Rambert, Bonson, Saint-Marcellin-en-Forez, Périgneux, Luriecq, La Tourette, Saint-Bonnet-le-Château, Estivareilles, Apinac, Usson-en-Forez, Craponne-sur-Arzon. - Stations et gares desservies : Gare de Saint-Étienne-Châteaucreux, Châteaucreux (T2 et T3), Gare de Saint-Étienne-Carnot, Place Carnot (T1 et T2), Gare de Saint-Étienne-La Terrasse, Terrasse (T1 et T3), Gare de Bouthéon, Gare de Bonson, Gare d'Estivareilles, Gare de Craponne-sur-Arzon. | | | | | | | | |
| L13   | Autre : - Arrêts non accessibles aux UFR : N.C. - Amplitudes horaires : - La ligne fonctionne du lundi au vendredi de 5h45 à 20h38 à raison de 9 à 11 départs par jour et par sens en période scolaire. Du lundi au vendredi en vacances scolaires, la ligne fonctionne de 5h45 à 20h37 à raison de 8 à 9 départs par jour et par sens. (Toutes périodes du lundi au vendredi, certains départs depuis Saint-Étienne, sont limités à Saint-Bonnet-le-Château. Le samedi, la ligne fonctionne de 7 h 05 à 18 h 58 à raison de 4 départs par sens et le dimanche de 9 h à 20 h 48 à raison de 2 départs par sens ; - Du lundi au vendredi en vacances d'été, la ligne fonctionne de 5 h 45 à 18 h 58 à raison de 4 départs par sens. - Date de dernière mise à jour : 3 décembre 2023. | | | | | | | | |
| L13   | Dernière actualisation : — | | | | | | | | |
| L14   | Saint-Étienne — Bellevue Gutenberg ⥋ Jonzieux — Place de l'église (Dunières — Ancienne Bascule le dimanche, en TAD) | Saint-Étienne — Bellevue Gutenberg ⥋ Jonzieux — Place de l'église (Dunières — Ancienne Bascule le dimanche, en TAD) | Saint-Étienne — Bellevue Gutenberg ⥋ Jonzieux — Place de l'église (Dunières — Ancienne Bascule le dimanche, en TAD) | Saint-Étienne — Bellevue Gutenberg ⥋ Jonzieux — Place de l'église (Dunières — Ancienne Bascule le dimanche, en TAD) | Saint-Étienne — Bellevue Gutenberg ⥋ Jonzieux — Place de l'église (Dunières — Ancienne Bascule le dimanche, en TAD) | Saint-Étienne — Bellevue Gutenberg ⥋ Jonzieux — Place de l'église (Dunières — Ancienne Bascule le dimanche, en TAD) | Saint-Étienne — Bellevue Gutenberg ⥋ Jonzieux — Place de l'église (Dunières — Ancienne Bascule le dimanche, en TAD) | Saint-Étienne — Bellevue Gutenberg ⥋ Jonzieux — Place de l'église (Dunières — Ancienne Bascule le dimanche, en TAD) | Saint-Étienne — Bellevue Gutenberg ⥋ Jonzieux — Place de l'église (Dunières — Ancienne Bascule le dimanche, en TAD) |
| L14   | Ouverture / Fermeture — / — | Longueur — | Durée 53 / 65 min                                                                                                   | Nb. d’arrêts 28 / 30                                                                                                | Matériel Crossway Line SB3                                                                                          | Jours de fonctionnement L, Ma, Me, J, V, S, D                                                                       | Jour / Soir / Nuit / Fêtes O / N / N / O                                                                            | Voy. / an — | Transporteur Autocars JUST                                                                                          |
| L14   | Desserte : - Villes et lieux desservis : Saint-Étienne, Planfoy, Saint-Genest-Malifaux, Saint-Romain-les-Atheux, Marlhes, Jonzieux et Dunières (Haute-Loire). - Stations et gares desservies : Gare de Saint-Etienne-Bellevue, Bellevue (T1 et T3). | | | | | | | | |
| L14   | Autre : - Arrêts non accessibles aux UFR : N.C. - Amplitudes horaires : - La ligne fonctionne en période scolaire du lundi au vendredi de 6h30 à 19h10 à raison de 6 à 7 départs par jour et par sens, en période de vacances scolaires, de 6h45 à 18h30 à raison de 4 départs par sens et par jour. Le samedi, la ligne fonctionne de 7h15 à 19h10 à raison de 4 départs par sens et les dimanches et jours fériés de 10h à 18h20 à raison de 2 départs par sens ; - Du lundi au vendredi en vacances d'été, la ligne fonctionne de 6h45 à 19h10 à raison de 3 départs par sens. - Particularités : Le dimanche, un service par sens dessert Dunières en Haute-Loire grâce à un système de transport à la demande. - Toute l'année du lundi au samedi la ligne assure un service direct entre les bourgs de Saint-Genest-Malifaux et de Saint-Romain-les-Atheux (un aller-retour par jour). - Date de dernière mise à jour : 3 décembre 2023. | | | | | | | | |
| L14   | Dernière actualisation : — | | | | | | | | |
| L15   | Balbigny — Gare Routière ⥋ Saint-Priest-en-Jarez — CHU de Saint-Étienne | Balbigny — Gare Routière ⥋ Saint-Priest-en-Jarez — CHU de Saint-Étienne                                             | Balbigny — Gare Routière ⥋ Saint-Priest-en-Jarez — CHU de Saint-Étienne                                             | Balbigny — Gare Routière ⥋ Saint-Priest-en-Jarez — CHU de Saint-Étienne                                             | Balbigny — Gare Routière ⥋ Saint-Priest-en-Jarez — CHU de Saint-Étienne                                             | Balbigny — Gare Routière ⥋ Saint-Priest-en-Jarez — CHU de Saint-Étienne                                             | Balbigny — Gare Routière ⥋ Saint-Priest-en-Jarez — CHU de Saint-Étienne                                             | Balbigny — Gare Routière ⥋ Saint-Priest-en-Jarez — CHU de Saint-Étienne                                             | Balbigny — Gare Routière ⥋ Saint-Priest-en-Jarez — CHU de Saint-Étienne                                             |
| L15   | Ouverture / Fermeture — / — | Longueur — | Durée 78 min | Nb. d’arrêts 25 | Matériel Crossway NP                                                                                                | Jours de fonctionnement L, Ma, Me, J, V, S, D                                                                       | Jour / Soir / Nuit / Fêtes O / N / N / O                                                                            | Voy. / an — | Transporteurs Keolis Pays du Forez Maisonneuve                                                                      |
| L15   | Desserte : - Villes et lieux desservis : Balbigny, Epercieux-Saint-Paul, Feurs, Saint-Laurent-la-Conche, Marclopt, Montrond-les-Bains, Cuzieu, Rivas, Veauche, Andrézieux-Bouthéon, Saint-Priest-en-Jarez. - Stations et gares desservies : Hôpital Nord (T1), Gare de Balbigny. | | | | | | | | |
| L15   | Autre : - Arrêts non accessibles aux UFR : N.C. - Amplitudes horaires : - La ligne fonctionne du lundi au vendredi en période scolaire de 5 h 35 à 19 h 32, à raison de 9 départs par sens, du lundi au vendredi en vacances scolaires de 5 h 40 à 19 h 32 à raison de 7 départs par sens. Le samedi la ligne fonctionne de 6 h 48 à 19 h 2 à raison de 5 départs par sens et le dimanche, la ligne fonctionne de 13 h 25 à 19 h à raison de 2 départs par sens ; - Du lundi au vendredi en vacances d'été, la ligne fonctionne de 5 h 40 à 19 h 2 à raison de 5 départs par sens et par jour. - Date de dernière mise à jour : 3 décembre 2023. | | | | | | | | |
| L15   | Dernière actualisation : — | | | | | | | | |
| L16   | Saint-Marcellin-en-Forez — Mairie ⥋ Saint-Étienne — Place Bellevue | Saint-Marcellin-en-Forez — Mairie ⥋ Saint-Étienne — Place Bellevue                                                  | Saint-Marcellin-en-Forez — Mairie ⥋ Saint-Étienne — Place Bellevue                                                  | Saint-Marcellin-en-Forez — Mairie ⥋ Saint-Étienne — Place Bellevue                                                  | Saint-Marcellin-en-Forez — Mairie ⥋ Saint-Étienne — Place Bellevue                                                  | Saint-Marcellin-en-Forez — Mairie ⥋ Saint-Étienne — Place Bellevue                                                  | Saint-Marcellin-en-Forez — Mairie ⥋ Saint-Étienne — Place Bellevue                                                  | Saint-Marcellin-en-Forez — Mairie ⥋ Saint-Étienne — Place Bellevue                                                  | Saint-Marcellin-en-Forez — Mairie ⥋ Saint-Étienne — Place Bellevue                                                  |
| L16   | Ouverture / Fermeture — / — | Longueur — | Durée 61 min | Nb. d’arrêts 28 | Matériel Crossway Line Crossway NP                                                                                  | Jours de fonctionnement L, Ma, Me, J, V, S, D                                                                       | Jour / Soir / Nuit / Fêtes O / N / N / O                                                                            | Voy. / an — | Transporteur Chazot                                                                                                 |
| L16   | Desserte : - Villes et lieux desservis : Saint-Marcellin-en-Forez, Saint-Just-Saint-Rambert, La Fouillouse, Saint-Genest-Lerpt et Saint-Étienne - Stations et gares desservies : Gare de Saint-Étienne-Bellevue, Bellevue (T1 et T3), Gare de Saint-Étienne-Le Clapier. | | | | | | | | |
| L16   | Autre : - Arrêts non accessibles aux UFR : N.C. - Amplitudes horaires : La ligne fonctionne du lundi au vendredi de 6 h à 19 h 23 à raison de 10 départs par jour et par sens en période scolaire et de 8 départs par jour et par sens en vacances scolaires. Le samedi et du lundi au vendredi en période de vacances d'été, la ligne fonctionne de 6 h 45 à 18 h 58 à raison de 5 départs par sens. Le dimanche, la ligne fonctionne de 8 h 45 à 18 h 53 à raison de 2 départs par sens. - Date de dernière mise à jour : 3 décembre 2023. | | | | | | | | |
| L16   | Dernière actualisation : — | | | | | | | | |
| L17   | Saint-Étienne — Place Bellevue ⥋ Annonay — Gare Routière FAYA | Saint-Étienne — Place Bellevue ⥋ Annonay — Gare Routière FAYA                                                       | Saint-Étienne — Place Bellevue ⥋ Annonay — Gare Routière FAYA                                                       | Saint-Étienne — Place Bellevue ⥋ Annonay — Gare Routière FAYA                                                       | Saint-Étienne — Place Bellevue ⥋ Annonay — Gare Routière FAYA                                                       | Saint-Étienne — Place Bellevue ⥋ Annonay — Gare Routière FAYA                                                       | Saint-Étienne — Place Bellevue ⥋ Annonay — Gare Routière FAYA                                                       | Saint-Étienne — Place Bellevue ⥋ Annonay — Gare Routière FAYA                                                       | Saint-Étienne — Place Bellevue ⥋ Annonay — Gare Routière FAYA                                                       |
| L17   | Ouverture / Fermeture — / — | Longueur — | Durée 60 / 80 min                                                                                                   | Nb. d’arrêts 26 / 29                                                                                                | Matériel Crossway SB3                                                                                               | Jours de fonctionnement L, Ma, Me, J, V, S, D                                                                       | Jour / Soir / Nuit / Fêtes O / N / N / O                                                                            | Voy. / an — | Transporteur Autocars JUST Les Courriers Rhodaniens                                                                 |
| L17   | Desserte : - Villes et lieux desservis : Saint-Étienne, Planfoy, Saint-Genest-Malifaux, La Versanne, Bourg-Argental, Saint-Marcel-lès-Annonay, Boulieu-lès-Annonay, Annonay. - Stations et gares desservies : Gare de Saint-Étienne-Bellevue, Bellevue (T1 et T3). | | | | | | | | |
| L17   | Autre : - Arrêts non accessibles aux UFR : N.C. - Amplitudes horaires : - La ligne fonctionne du lundi au vendredi de 6h10 à 19h50, en période scolaire à raison de 10 départs par jour et par sens et en vacances scolaires de 8 départs par jour et par sens. Le samedi la ligne fonctionne de 7h45 à 19h à raison de 4 départs par sens et le dimanche de 10h40 à 19h50 à raison de 3 départs par sens ; - Du lundi au vendredi en vacances d'été, la ligne fonctionne de 6h45 à 19h à raison de 4 départs par sens et par jour. - Date de dernière mise à jour : 3 décembre 2023. | | | | | | | | |
| L17   | Dernière actualisation : — | | | | | | | | |

#### Lignes L20 à L29
| Ligne | Caractéristiques | Caractéristiques                                                        | Caractéristiques                                                        | Caractéristiques                                                        | Caractéristiques                                                        | Caractéristiques                                                        | Caractéristiques                                                        | Caractéristiques                                                        | Caractéristiques                                                        |
| L20   | Neulise — Jacquins ⥋ Roanne — Gare Routière | Neulise — Jacquins ⥋ Roanne — Gare Routière                             | Neulise — Jacquins ⥋ Roanne — Gare Routière                             | Neulise — Jacquins ⥋ Roanne — Gare Routière                             | Neulise — Jacquins ⥋ Roanne — Gare Routière                             | Neulise — Jacquins ⥋ Roanne — Gare Routière                             | Neulise — Jacquins ⥋ Roanne — Gare Routière                             | Neulise — Jacquins ⥋ Roanne — Gare Routière                             | Neulise — Jacquins ⥋ Roanne — Gare Routière                             |
| ----- | --- | ----------------------------------------------------------------------- | ----------------------------------------------------------------------- | ----------------------------------------------------------------------- | ----------------------------------------------------------------------- | ----------------------------------------------------------------------- | ----------------------------------------------------------------------- | ----------------------------------------------------------------------- | ----------------------------------------------------------------------- |
| L20   | Ouverture / Fermeture — / — | Longueur —                                                              | Durée 37 min                                                            | Nb. d’arrêts 13                                                         | Matériel Syter 2 Starter S Crossway Line                                | Jours de fonctionnement L, Ma, Me, J, V, S                              | Jour / Soir / Nuit / Fêtes O / N / N / N                                | Voy. / an —                                                             | Transporteur Maisonneuve                                                |
| L20   | Desserte : - Villes et lieux desservis : Neulise, Vendranges, Saint-Cyr-de-Favières, Le Coteau, Roanne. - Stations et gares desservies : Gare du Coteau, Gare de Roanne |                                                                         |                                                                         |                                                                         |                                                                         |                                                                         |                                                                         |                                                                         |                                                                         |
| L20   | Autre : - Arrêts non accessibles aux UFR : N.C. - Amplitudes horaires : La ligne fonctionne du lundi au vendredi en période scolaire à raison de 4 départs par jour et par sens. En période de vacances scolaires et en période Vacances d’été Cars Région, la ligne fonctionne à raison de trois départs par jour et par sens. Le samedi, la ligne fonctionne à raison de 2 départs par sens. - Particularités : Depuis le 26 août 2024, la ligne est limitée à Neulise et ne va plus jusqu’à Balbigny. La portion entre les deux communes est désormais assurée par une nouvelle ligne L57 qui assure du transport à la demande vers Balbigny. - Date de dernière mise à jour : 8 septembre 2024. |                                                                         |                                                                         |                                                                         |                                                                         |                                                                         |                                                                         |                                                                         |                                                                         |
| L20   | Dernière actualisation : — |                                                                         |                                                                         |                                                                         |                                                                         |                                                                         |                                                                         |                                                                         |                                                                         |
| L22   | Boën-sur-Lignon — Mairie ⥋ Roanne — Gare Routière | Boën-sur-Lignon — Mairie ⥋ Roanne — Gare Routière                       | Boën-sur-Lignon — Mairie ⥋ Roanne — Gare Routière                       | Boën-sur-Lignon — Mairie ⥋ Roanne — Gare Routière                       | Boën-sur-Lignon — Mairie ⥋ Roanne — Gare Routière                       | Boën-sur-Lignon — Mairie ⥋ Roanne — Gare Routière                       | Boën-sur-Lignon — Mairie ⥋ Roanne — Gare Routière                       | Boën-sur-Lignon — Mairie ⥋ Roanne — Gare Routière                       | Boën-sur-Lignon — Mairie ⥋ Roanne — Gare Routière                       |
| L22   | Ouverture / Fermeture — / — | Longueur —                                                              | Durée 81 min                                                            | Nb. d’arrêts 25                                                         | Matériel Crossway Pop Intouro II                                        | Jours de fonctionnement L, Ma, Me, J, V, S, D                           | Jour / Soir / Nuit / Fêtes O / N / N / O                                | Voy. / an —                                                             | Transporteur Keolis Pays du Forez                                       |
| L22   | Desserte : - Villes et lieux desservis : Boën-sur-Lignon, Arthun, Bussy-Albieux, Saint-Germain-Laval, Vézelin-sur-Loire (Amions, Dancé), Saint-Polgues, Bully, Villemontais, Roanne. - Stations et gares desservies : Gare de Boën, Gare de Roanne |                                                                         |                                                                         |                                                                         |                                                                         |                                                                         |                                                                         |                                                                         |                                                                         |
| L22   | Autre : - Arrêts non accessibles aux UFR : N.C. - Amplitudes horaires : La ligne fonctionne du lundi au vendredi en période scolaire à raison de 5 départs par jour vers Boën-sur-Lignon et 4 départs par jour vers Roanne. En période de vacances scolaires et l’été, la ligne fonctionne du lundi au vendredi à raison de 4 départs par jour et par sens. Le samedi et les dimanches et fêtes toute l’année, la ligne fonctionne à raison d'un départ par sens. - Date de dernière mise à jour : 8 septembre 2024. |                                                                         |                                                                         |                                                                         |                                                                         |                                                                         |                                                                         |                                                                         |                                                                         |
| L22   | Dernière actualisation : — |                                                                         |                                                                         |                                                                         |                                                                         |                                                                         |                                                                         |                                                                         |                                                                         |
| L25   | Chauffailles — Gambetta OU Charlieu — Capucins ⥋ Roanne — Gare Routière | Chauffailles — Gambetta OU Charlieu — Capucins ⥋ Roanne — Gare Routière | Chauffailles — Gambetta OU Charlieu — Capucins ⥋ Roanne — Gare Routière | Chauffailles — Gambetta OU Charlieu — Capucins ⥋ Roanne — Gare Routière | Chauffailles — Gambetta OU Charlieu — Capucins ⥋ Roanne — Gare Routière | Chauffailles — Gambetta OU Charlieu — Capucins ⥋ Roanne — Gare Routière | Chauffailles — Gambetta OU Charlieu — Capucins ⥋ Roanne — Gare Routière | Chauffailles — Gambetta OU Charlieu — Capucins ⥋ Roanne — Gare Routière | Chauffailles — Gambetta OU Charlieu — Capucins ⥋ Roanne — Gare Routière |
| L25   | Ouverture / Fermeture — / — | Longueur —                                                              | Durée 54 / 97 min                                                       | Nb. d’arrêts 16 / 32                                                    | Matériel —                                                              | Jours de fonctionnement L, Ma, Me, J, V, S, D                           | Jour / Soir / Nuit / Fêtes O / N / N / O                                | Voy. / an —                                                             | Transporteur Cars Michel / Keolis Autocars Planche                      |
| L25   | Desserte : - Villes et lieux desservis : Chauffailles, Belmont-de-la-Loire, Coublanc, Maizilly, Saint-Denis-de-Cabanne, Charlieu, Saint-Nizier-sous-Charlieu, Pouilly-sous-Charlieu, Briennon, Vougy, Mably, Roanne. - Stations et gares desservies : Gare de Roanne |                                                                         |                                                                         |                                                                         |                                                                         |                                                                         |                                                                         |                                                                         |                                                                         |
| L25   | Autre : - Arrêts non accessibles aux UFR : N.C. - Amplitudes horaires : La ligne fonctionne du lundi au vendredi en période scolaire à raison de 11 à 14 départs par jour et par sens. Du lundi au vendredi en période de vacances scolaires et l’été, la ligne fonctionne à raison de 6 départs par jour et par sens. Toute l’année, le samedi, la ligne fonctionne à raison de 3 départs par sens, et les dimanches et fêtes 2 départs par sens. - Particularités : Ligne issue de la fusion des anciennes lignes L23 et L24 au 26 août 2024. - Date de dernière mise à jour : 8 septembre 2024.                                                                                                  |                                                                         |                                                                         |                                                                         |                                                                         |                                                                         |                                                                         |                                                                         |                                                                         |
| L25   | Dernière actualisation : — |                                                                         |                                                                         |                                                                         |                                                                         |                                                                         |                                                                         |                                                                         |                                                                         |

#### Lignes L30 à L39
| Ligne | Caractéristiques | Caractéristiques                                                                                 | Caractéristiques                                                                                 | Caractéristiques                                                                                 | Caractéristiques                                                                                 | Caractéristiques                                                                                 | Caractéristiques                                                                                 | Caractéristiques                                                                                 | Caractéristiques                                                                                 |
| L30   | Feurs — Place Nigay ⥋ Montbrison — Hôpital Beauregard | Feurs — Place Nigay ⥋ Montbrison — Hôpital Beauregard                                            | Feurs — Place Nigay ⥋ Montbrison — Hôpital Beauregard                                            | Feurs — Place Nigay ⥋ Montbrison — Hôpital Beauregard                                            | Feurs — Place Nigay ⥋ Montbrison — Hôpital Beauregard                                            | Feurs — Place Nigay ⥋ Montbrison — Hôpital Beauregard                                            | Feurs — Place Nigay ⥋ Montbrison — Hôpital Beauregard                                            | Feurs — Place Nigay ⥋ Montbrison — Hôpital Beauregard                                            | Feurs — Place Nigay ⥋ Montbrison — Hôpital Beauregard                                            |
| ----- | --- | ------------------------------------------------------------------------------------------------ | ------------------------------------------------------------------------------------------------ | ------------------------------------------------------------------------------------------------ | ------------------------------------------------------------------------------------------------ | ------------------------------------------------------------------------------------------------ | ------------------------------------------------------------------------------------------------ | ------------------------------------------------------------------------------------------------ | ------------------------------------------------------------------------------------------------ |
| L30   | Ouverture / Fermeture 25 aout 2016 / — | Longueur —                                                                                       | Durée 40 min                                                                                     | Nb. d’arrêts 11                                                                                  | Matériel Navigo Vectio                                                                           | Jours de fonctionnement L, Ma, Me, J, V, S                                                       | Jour / Soir / Nuit / Fêtes O / N / N / N                                                         | Voy. / an —                                                                                      | Transporteur 2TMC                                                                                |
| L30   | Desserte : - Villes et lieux desservis : Feurs, Chambéon, Magneux-Haute-Rive, Mornand-en-Forez, Montbrison. - Stations et gares desservies : Aucune. |                                                                                                  |                                                                                                  |                                                                                                  |                                                                                                  |                                                                                                  |                                                                                                  |                                                                                                  |                                                                                                  |
| L30   | Autre : - Arrêts non accessibles aux UFR : N.C. - Amplitudes horaires : - La ligne fonctionne en période "Toute l'année hors vacances" (anciennement période verte) du lundi au vendredi de 6h35 à 18h45 à raison de 7 départs par jour et par sens. En période "vacances scolaires" (anciennement période orange) de 6h35 à 17h20 à raison de 4 départs par jour. Le samedi de 13h10 à 17h50, à raison de 2 départs par jour ; - En période "vacances d'été Cars Région Loire" (anciennement période jaune), la ligne fonctionne de 8h15 à 17h50 à raison de 3 départs par jour. - Date de dernière mise à jour : 26 décembre 2022. |                                                                                                  |                                                                                                  |                                                                                                  |                                                                                                  |                                                                                                  |                                                                                                  |                                                                                                  |                                                                                                  |
| L30   | Dernière actualisation : — |                                                                                                  |                                                                                                  |                                                                                                  |                                                                                                  |                                                                                                  |                                                                                                  |                                                                                                  |                                                                                                  |
| L31   | Montbrison — Avenue A. Lorraine - Gare ⥋ Chalmazel-Jeansagnière — Station de ski | Montbrison — Avenue A. Lorraine - Gare ⥋ Chalmazel-Jeansagnière — Station de ski                 | Montbrison — Avenue A. Lorraine - Gare ⥋ Chalmazel-Jeansagnière — Station de ski                 | Montbrison — Avenue A. Lorraine - Gare ⥋ Chalmazel-Jeansagnière — Station de ski                 | Montbrison — Avenue A. Lorraine - Gare ⥋ Chalmazel-Jeansagnière — Station de ski                 | Montbrison — Avenue A. Lorraine - Gare ⥋ Chalmazel-Jeansagnière — Station de ski                 | Montbrison — Avenue A. Lorraine - Gare ⥋ Chalmazel-Jeansagnière — Station de ski                 | Montbrison — Avenue A. Lorraine - Gare ⥋ Chalmazel-Jeansagnière — Station de ski                 | Montbrison — Avenue A. Lorraine - Gare ⥋ Chalmazel-Jeansagnière — Station de ski                 |
| L31   | Ouverture / Fermeture — / — | Longueur —                                                                                       | Durée 85 min                                                                                     | Nb. d’arrêts 39                                                                                  | Matériel Intouro Territo U                                                                       | Jours de fonctionnement L, Ma, Me, J, V, S, D                                                    | Jour / Soir / Nuit / Fêtes O / N / N / O                                                         | Voy. / an —                                                                                      | Transporteur 2TMC                                                                                |
| L31   | Desserte : - Villes et lieux desservis : Montbrison, Champdieu, Pralong, Marcilly-le-Châtel, Marcoux, Trelins, Boën-sur-Lignon, Saint-Sixte, Leigneux, Sail-sous-Couzan, Saint-Georges-en-Couzan, Chalmazel-Jeansagnière. - Stations et gares desservies : Gare de Montbrison. |                                                                                                  |                                                                                                  |                                                                                                  |                                                                                                  |                                                                                                  |                                                                                                  |                                                                                                  |                                                                                                  |
| L31   | Autre : - Arrêts non accessibles aux UFR : Gare Montbrison, La Diana, Place Eugène Beaune, Lycée Beauregard, Place Bouvier, Louis Braille-Madeleine, Les Jacquins, Zone de la Vaure, Tournel, Les 3 Ponts, La Rotonde, La Corée, Les Daguets, Corbe (D8), Bourg Marcilly, La Tuilerie, Chemin de Marcoux, Cave Coopérative, Le Parc du Lignon, Mairie-Salle des Fêtes, Lardy, Les Places, Cité Crémière, Promenades, Bourg Sail-sous-Couzan, Petites Combes, Route de Vial, Bourg St Georges en Couzan, La Chanal, La Place, Davoissenne, Champcollomb, Juel, Le Pont, Bourg Chalmazel, Croisement RD6-Le Supt, Station de Ski . - Amplitudes horaires : La ligne fonctionne en "Toute l'année hors vacances" (anciennement période verte) du lundi au vendredi de 6h à 18h25 à raison de 10 à 11 départs par jour selon le sens. En période "vacances scolaires" (anciennement période orange), du lundi au vendredi de 7h10 à 18h à raison de 4 départs par jour et par sens. Le samedi de 8h25 à 18h00 et le dimanche de 9h à 18h à raison de 4 départs par jour. - Particularités : Il y a également une liaison entre Chalmazel et Saint-Étienne via la ligne L31 qui à Montbrison devient ligne L11. - Date de dernière mise à jour : 26 décembre 2022. |                                                                                                  |                                                                                                  |                                                                                                  |                                                                                                  |                                                                                                  |                                                                                                  |                                                                                                  |                                                                                                  |
| L31   | Dernière actualisation : — |                                                                                                  |                                                                                                  |                                                                                                  |                                                                                                  |                                                                                                  |                                                                                                  |                                                                                                  |                                                                                                  |
| L32   | Saint-Bonnet-le-Château — Boulevard du Haut-Forez ⥋ Montbrison — Centre commercial de Beauregard | Saint-Bonnet-le-Château — Boulevard du Haut-Forez ⥋ Montbrison — Centre commercial de Beauregard | Saint-Bonnet-le-Château — Boulevard du Haut-Forez ⥋ Montbrison — Centre commercial de Beauregard | Saint-Bonnet-le-Château — Boulevard du Haut-Forez ⥋ Montbrison — Centre commercial de Beauregard | Saint-Bonnet-le-Château — Boulevard du Haut-Forez ⥋ Montbrison — Centre commercial de Beauregard | Saint-Bonnet-le-Château — Boulevard du Haut-Forez ⥋ Montbrison — Centre commercial de Beauregard | Saint-Bonnet-le-Château — Boulevard du Haut-Forez ⥋ Montbrison — Centre commercial de Beauregard | Saint-Bonnet-le-Château — Boulevard du Haut-Forez ⥋ Montbrison — Centre commercial de Beauregard | Saint-Bonnet-le-Château — Boulevard du Haut-Forez ⥋ Montbrison — Centre commercial de Beauregard |
| L32   | Ouverture / Fermeture — / — | Longueur —                                                                                       | Durée 50 min                                                                                     | Nb. d’arrêts 30                                                                                  | Matériel Crossway Line Intouro                                                                   | Jours de fonctionnement L, Ma, Me, J, V, S, D                                                    | Jour / Soir / Nuit / Fêtes O / N / N / O                                                         | Voy. / an —                                                                                      | Transporteur Philibert Sessiecq                                                                  |
| L32   | Desserte : - Villes et lieux desservis : Saint-Bonnet-le-Château, Luriecq, Marols, Saint-Jean-Soleymieux, Soleymieux, Margerie-Chantagret, Saint-Georges-Haute-Ville, Saint-Thomas-la-Garde, Montbrison. - Stations et gares desservies : Gare de Montbrison |                                                                                                  |                                                                                                  |                                                                                                  |                                                                                                  |                                                                                                  |                                                                                                  |                                                                                                  |                                                                                                  |
| L32   | Autre : - Arrêts non accessibles aux UFR : N.C. - Amplitudes horaires : La ligne fonctionne en période verte du lundi au vendredi à raison de 7 départs par jour et par sens. Le samedi en période verte la ligne fonctionne à raison de 3 départs par sens et le dimanche 2 départs par sens. En période orange la ligne fonctionne à raison de 4 départs par jour et par sens du lundi au vendredi, 3 départs le samedi et 2 le dimanche. - Date de dernière mise à jour : 11 décembre 2022. |                                                                                                  |                                                                                                  |                                                                                                  |                                                                                                  |                                                                                                  |                                                                                                  |                                                                                                  |                                                                                                  |
| L32   | Dernière actualisation : — |                                                                                                  |                                                                                                  |                                                                                                  |                                                                                                  |                                                                                                  |                                                                                                  |                                                                                                  |                                                                                                  |
| L33   | Feurs — Centre commercial Sud ⥋ Noirétable — Collège Robert Schuman | Feurs — Centre commercial Sud ⥋ Noirétable — Collège Robert Schuman                              | Feurs — Centre commercial Sud ⥋ Noirétable — Collège Robert Schuman                              | Feurs — Centre commercial Sud ⥋ Noirétable — Collège Robert Schuman                              | Feurs — Centre commercial Sud ⥋ Noirétable — Collège Robert Schuman                              | Feurs — Centre commercial Sud ⥋ Noirétable — Collège Robert Schuman                              | Feurs — Centre commercial Sud ⥋ Noirétable — Collège Robert Schuman                              | Feurs — Centre commercial Sud ⥋ Noirétable — Collège Robert Schuman                              | Feurs — Centre commercial Sud ⥋ Noirétable — Collège Robert Schuman                              |
| L33   | Ouverture / Fermeture — / — | Longueur —                                                                                       | Durée 67 min                                                                                     | Nb. d’arrêts 34                                                                                  | Matériel Crossway Pop                                                                            | Jours de fonctionnement L, Ma, Me, J, V, S                                                       | Jour / Soir / Nuit / Fêtes O / N / N / N                                                         | Voy. / an —                                                                                      | Transporteur Keolis Pays du Forez                                                                |
| L33   | Desserte : - Villes et lieux desservis : Feurs, Poncins, Sainte-Foy-Saint-Sulpice, Saint-Étienne-le-Molard, Sainte-Agathe-la-Bouteresse, Boën-sur-Lignon, Saint-Sixte, L'Hôpital-sous-Rochefort, Saint-Laurent-Rochefort, Saint-Thurin, Champoly, Saint-Julien-la-Vêtre, Noirétable. - Stations et gares desservies : Aucune |                                                                                                  |                                                                                                  |                                                                                                  |                                                                                                  |                                                                                                  |                                                                                                  |                                                                                                  |                                                                                                  |
| L33   | Autre : - Arrêts non accessibles aux UFR : N.C. - Amplitudes horaires : La ligne fonctionne en période verte du lundi au vendredi à raison de 8/10 départs par jour et par sens. Le samedi en période verte la ligne fonctionne à raison de 3 départs par sens. En période orange la ligne fonctionne à raison de 3 départs par jour et par sens du lundi au vendredi et 3 départs le samedi. - Date de dernière mise à jour : 11 décembre 2022. |                                                                                                  |                                                                                                  |                                                                                                  |                                                                                                  |                                                                                                  |                                                                                                  |                                                                                                  |                                                                                                  |
| L33   | Dernière actualisation : — |                                                                                                  |                                                                                                  |                                                                                                  |                                                                                                  |                                                                                                  |                                                                                                  |                                                                                                  |                                                                                                  |
| L34   | Panissières — Le Crozet ⥋ Feurs — Centre commercial sud | Panissières — Le Crozet ⥋ Feurs — Centre commercial sud                                          | Panissières — Le Crozet ⥋ Feurs — Centre commercial sud                                          | Panissières — Le Crozet ⥋ Feurs — Centre commercial sud                                          | Panissières — Le Crozet ⥋ Feurs — Centre commercial sud                                          | Panissières — Le Crozet ⥋ Feurs — Centre commercial sud                                          | Panissières — Le Crozet ⥋ Feurs — Centre commercial sud                                          | Panissières — Le Crozet ⥋ Feurs — Centre commercial sud                                          | Panissières — Le Crozet ⥋ Feurs — Centre commercial sud                                          |
| L34   | Ouverture / Fermeture — / — | Longueur —                                                                                       | Durée 62 min                                                                                     | Nb. d’arrêts 19                                                                                  | Matériel Crossway Line                                                                           | Jours de fonctionnement L, Ma, Me, J, V, S                                                       | Jour / Soir / Nuit / Fêtes O / N / N / N                                                         | Voy. / an —                                                                                      | Transporteur Autocars Maisonneuve                                                                |
| L34   | Desserte : - Villes et lieux desservis : Panissières, Jas, Salt-en-Donzy, Feurs. - Stations et gares desservies : Gare de Feurs |                                                                                                  |                                                                                                  |                                                                                                  |                                                                                                  |                                                                                                  |                                                                                                  |                                                                                                  |                                                                                                  |
| L34   | Autre : - Arrêts non accessibles aux UFR : N.C. - Amplitudes horaires : La ligne fonctionne en période verte du lundi au vendredi à raison de 4/5 départs par jour et par sens. Le samedi en période verte la ligne fonctionne à raison de 2 départs par sens. En période orange la ligne fonctionne à raison de 2/3 départs par jour et par sens du lundi au vendredi et 2 départs le samedi. - Date de dernière mise à jour : 11 décembre 2022. |                                                                                                  |                                                                                                  |                                                                                                  |                                                                                                  |                                                                                                  |                                                                                                  |                                                                                                  |                                                                                                  |
| L34   | Dernière actualisation : — |                                                                                                  |                                                                                                  |                                                                                                  |                                                                                                  |                                                                                                  |                                                                                                  |                                                                                                  |                                                                                                  |
| L35   | Chazelles-sur-Lyon — Rue des Tilleuls ⥋ Montbrison — Hôpital Beauregard | Chazelles-sur-Lyon — Rue des Tilleuls ⥋ Montbrison — Hôpital Beauregard                          | Chazelles-sur-Lyon — Rue des Tilleuls ⥋ Montbrison — Hôpital Beauregard                          | Chazelles-sur-Lyon — Rue des Tilleuls ⥋ Montbrison — Hôpital Beauregard                          | Chazelles-sur-Lyon — Rue des Tilleuls ⥋ Montbrison — Hôpital Beauregard                          | Chazelles-sur-Lyon — Rue des Tilleuls ⥋ Montbrison — Hôpital Beauregard                          | Chazelles-sur-Lyon — Rue des Tilleuls ⥋ Montbrison — Hôpital Beauregard                          | Chazelles-sur-Lyon — Rue des Tilleuls ⥋ Montbrison — Hôpital Beauregard                          | Chazelles-sur-Lyon — Rue des Tilleuls ⥋ Montbrison — Hôpital Beauregard                          |
| L35   | Ouverture / Fermeture — / — | Longueur —                                                                                       | Durée 54 min                                                                                     | Nb. d’arrêts 17                                                                                  | Matériel Intouro                                                                                 | Jours de fonctionnement L, Ma, Me, J, V, S                                                       | Jour / Soir / Nuit / Fêtes O / N / N / N                                                         | Voy. / an —                                                                                      | Transporteur 2TMC                                                                                |
| L35   | Desserte : - Villes et lieux desservis : Chazelles-sur-Lyon, Maringes, Bellegarde-en-Forez, Saint-André-le-Puy, Montrond-les-Bains, Chalain-le-Comtal,Grézieux-le-Fromental, Savigneux, Montbrison. - Stations et gares desservies : Gare de Montrond-les-Bains |                                                                                                  |                                                                                                  |                                                                                                  |                                                                                                  |                                                                                                  |                                                                                                  |                                                                                                  |                                                                                                  |
| L35   | Autre : - Arrêts non accessibles aux UFR : N.C. - Amplitudes horaires : La ligne fonctionne en période "Toute l'année hors vacances" (anciennement période verte) du lundi au vendredi à raison de 5/6 départs par jour et par sens. Le samedi en période "Toute l'année hors vacances" (anciennement période verte) la ligne fonctionne à raison de 3 départs par sens. En période "vacances scolaires" (anciennement période orange) la ligne fonctionne du lundi au vendredi à raison de 3 départs par jour vers Montbrison et 4 départs par jour vers Chazelles-sur-Lyon. Le samedi en période "vacances scolaires" (anciennement période orange), la ligne fonctionne à raison de 3 départs vers Montbrison et 2 départs vers Chazelles-sur-Lyon. - Date de dernière mise à jour : 26 décembre 2022. |                                                                                                  |                                                                                                  |                                                                                                  |                                                                                                  |                                                                                                  |                                                                                                  |                                                                                                  |                                                                                                  |
| L35   | Dernière actualisation : — |                                                                                                  |                                                                                                  |                                                                                                  |                                                                                                  |                                                                                                  |                                                                                                  |                                                                                                  |                                                                                                  |

#### Lignes L40 à L49
| Ligne | Caractéristiques | Caractéristiques                                                    | Caractéristiques                                                    | Caractéristiques                                                    | Caractéristiques                                                    | Caractéristiques                                                    | Caractéristiques                                                    | Caractéristiques                                                    | Caractéristiques                                                    |
| L40   | Maclas — Place du Marché ⥋ Vienne — Lycée technique Galilée | Maclas — Place du Marché ⥋ Vienne — Lycée technique Galilée         | Maclas — Place du Marché ⥋ Vienne — Lycée technique Galilée         | Maclas — Place du Marché ⥋ Vienne — Lycée technique Galilée         | Maclas — Place du Marché ⥋ Vienne — Lycée technique Galilée         | Maclas — Place du Marché ⥋ Vienne — Lycée technique Galilée         | Maclas — Place du Marché ⥋ Vienne — Lycée technique Galilée         | Maclas — Place du Marché ⥋ Vienne — Lycée technique Galilée         | Maclas — Place du Marché ⥋ Vienne — Lycée technique Galilée         |
| ----- | --- | ------------------------------------------------------------------- | ------------------------------------------------------------------- | ------------------------------------------------------------------- | ------------------------------------------------------------------- | ------------------------------------------------------------------- | ------------------------------------------------------------------- | ------------------------------------------------------------------- | ------------------------------------------------------------------- |
| L40   | Ouverture / Fermeture — / — | Longueur —                                                          | Durée 83 min                                                        | Nb. d’arrêts 38                                                     | Matériel Crossway NP                                                | Jours de fonctionnement L, Ma, Me, J, V, S                          | Jour / Soir / Nuit / Fêtes O / N / N / N                            | Voy. / an —                                                         | Transporteur Courriers Rhodaniens                                   |
| L40   | Desserte : - Villes et lieux desservis : Maclas, Roisey, Pélussin, Chavanay, Saint-Michel-sur-Rhône, Vérin, Condrieu, Tupin-et-Semons, Ampuis, Saint-Cyr-sur-le-Rhône, Sainte-Colombe, Saint-Romain-en-Gal, Vienne. - Stations et gares desservies : Gare de Saint-Clair-Les Roches. |                                                                     |                                                                     |                                                                     |                                                                     |                                                                     |                                                                     |                                                                     |                                                                     |
| L40   | Autre : - Arrêts non accessibles aux UFR : N.C. - Amplitudes horaires : - La ligne fonctionne du lundi au vendredi de 6 h 20 à 19 h 28 en période verte à raison de 5 à 6 départs par jour selon le sens et en période orange à raison de 4 à 6 départs par jour selon le sens. Le samedi la ligne fonctionne de 7 h 04 à 18 h 22 à raison de 3 départs par sens ; - En période jaune (été), la ligne fonctionne de 7 h 04 à 18 h 22 à raison de 3 à 4 départs par jour selon le sens. - Date de dernière mise à jour : 11 décembre 2022. |                                                                     |                                                                     |                                                                     |                                                                     |                                                                     |                                                                     |                                                                     |                                                                     |
| L40   | Dernière actualisation : — |                                                                     |                                                                     |                                                                     |                                                                     |                                                                     |                                                                     |                                                                     |                                                                     |
| L41   | Annonay — Les Chanterelles CFA ⥋ Pélussin — Place Mairie Notre-Dame | Annonay — Les Chanterelles CFA ⥋ Pélussin — Place Mairie Notre-Dame | Annonay — Les Chanterelles CFA ⥋ Pélussin — Place Mairie Notre-Dame | Annonay — Les Chanterelles CFA ⥋ Pélussin — Place Mairie Notre-Dame | Annonay — Les Chanterelles CFA ⥋ Pélussin — Place Mairie Notre-Dame | Annonay — Les Chanterelles CFA ⥋ Pélussin — Place Mairie Notre-Dame | Annonay — Les Chanterelles CFA ⥋ Pélussin — Place Mairie Notre-Dame | Annonay — Les Chanterelles CFA ⥋ Pélussin — Place Mairie Notre-Dame | Annonay — Les Chanterelles CFA ⥋ Pélussin — Place Mairie Notre-Dame |
| L41   | Ouverture / Fermeture — / — | Longueur —                                                          | Durée 80 min                                                        | Nb. d’arrêts 26                                                     | Matériel Crossway NP                                                | Jours de fonctionnement L, Ma, Me, J, V                             | Jour / Soir / Nuit / Fêtes O / N / N / N                            | Voy. / an —                                                         | Transporteur Les Courriers Rhodaniens                               |
| L41   | Desserte : - Villes et lieux desservis : Annonay, Saint-Marcel-lès-Annonay, Saint-Julien-Molin-Molette, Saint-Appolinard, Maclas, Lupé, Malleval, Saint-Pierre-de-Bœuf, Chavanay, Pélussin. - Stations et gares desservies : Aucune. |                                                                     |                                                                     |                                                                     |                                                                     |                                                                     |                                                                     |                                                                     |                                                                     |
| L41   | Autre : - Arrêts non accessibles aux UFR : N.C. - Amplitudes horaires : La ligne fonctionne en période verte du lundi au vendredi de 6 h 25 à 18 h 07 à raison de 2 départs par jour et par sens. - Date de dernière mise à jour : 11 décembre 2022. |                                                                     |                                                                     |                                                                     |                                                                     |                                                                     |                                                                     |                                                                     |                                                                     |
| L41   | Dernière actualisation : — |                                                                     |                                                                     |                                                                     |                                                                     |                                                                     |                                                                     |                                                                     |                                                                     |
| L42   | Chuyer — Col de Pavezin ⥋ Roussillon — L'Escale | Chuyer — Col de Pavezin ⥋ Roussillon — L'Escale                     | Chuyer — Col de Pavezin ⥋ Roussillon — L'Escale                     | Chuyer — Col de Pavezin ⥋ Roussillon — L'Escale                     | Chuyer — Col de Pavezin ⥋ Roussillon — L'Escale                     | Chuyer — Col de Pavezin ⥋ Roussillon — L'Escale                     | Chuyer — Col de Pavezin ⥋ Roussillon — L'Escale                     | Chuyer — Col de Pavezin ⥋ Roussillon — L'Escale                     | Chuyer — Col de Pavezin ⥋ Roussillon — L'Escale                     |
| L42   | Ouverture / Fermeture — / 24 août 2025 | Longueur —                                                          | Durée 69 min                                                        | Nb. d’arrêts 24                                                     | Matériel Crossway NP                                                | Jours de fonctionnement L, Ma, Me, J, V                             | Jour / Soir / Nuit / Fêtes O / N / N / N                            | Voy. / an —                                                         | Transporteur Les Courriers Rhodaniens                               |
| L42   | Desserte : - Villes et lieux desservis : Chuyer, Pélussin, Chavanay, Saint-Pierre-de-Bœuf, Limony, Serrières, Roussillon. - Stations et gares desservies : Gare du Péage-de-Roussillon. |                                                                     |                                                                     |                                                                     |                                                                     |                                                                     |                                                                     |                                                                     |                                                                     |
| L42   | Autre : - Arrêts non accessibles aux UFR : N.C. - Amplitudes horaires : La ligne fonctionne en période verte du lundi au vendredi de 6h26 à 17h38 à raison de 3 départs par jour vers Roussillon et 4 départs par jour vers Chuyer. - Date de dernière mise à jour : 9 août 2025. |                                                                     |                                                                     |                                                                     |                                                                     |                                                                     |                                                                     |                                                                     |                                                                     |
| L42   | Dernière actualisation : — |                                                                     |                                                                     |                                                                     |                                                                     |                                                                     |                                                                     |                                                                     |                                                                     |

### Les lignes de proximité
Les 14 lignes de proximité assurent des dessertes rurales. Indicées de P101 à P323, elles passent une fois par semaine environ et sont en général exploitées en minibus.
- P101 : Thélis-la-Combe ↔ Graix ↔ Bourg-Argental ;
- P103 : Saint-Sauveur-en-Rue ↔ Bourg-Argental ;
- P120 : Saint-Pierre-de-Boeuf ↔ Annonay ;
- P202 : Cherier ↔ Saint-Just-en-Chevalet ;
- P208 : Cours-la-Ville ↔ Jarnosse ↔ Charlieu ;
- P209 : Cours-la-Ville ↔ Nandax ↔ Charlieu ;
- P215 : Luré ↔ Saint-Just-en-Chevalet ;
- P315 : Saint-Marcel-de-Félines ↔ Gare de Balbigny ↔ Feurs ;
- P316 : Jas ↔ Saint-Martin-Lestra ↔ Feurs ;
- P318 : Néronde ↔ Bussières ↔ Feurs ;
- P319 : Saint-Cyr-les-Vignes ↔ Feurs ;
- P320 : Panissières ↔ Gare de Montrond-les-Bains ↔ Saint-Etienne (Gare de Saint-Étienne-Châteaucreux) ;
- P321 : Montchal ↔ Feurs ;
- P323 : Violay ↔ Tarare.

### Les services scolaires
Il existe plus de 520 services de transports scolaires ouverts à tous. Le ticket à l'unité est d'1,50 euro.

## Communes desservies
Quasiment l'ensemble des communes de la Loire sont desservies par le réseau :
- Aboën ;
- Amions ;
- Andrézieux-Bouthéon ;
- Apinac ;
- Arthun ;
- Balbigny ;
- Bellegarde-en-Forez ;
- Belmont-de-la-Loire ;
- Boën-sur-Lignon ;
- Boisset-lès-Montrond ;
- Bonson ;
- Bourg-Argental ;
- Briennon ;
- Bully ;
- Bussy-Albieux ;
- Çaloire ;
- Chalain-le-Comtal ;
- Chambéon ;
- Chambœuf ;
- Chambles ;
- Champdieu ;
- Charlieu ;
- Chavanay ;
- Chazelles-sur-Lyon ;
- Chuyer ;
- Civens ;
- Colombier ;
- Craintilleux ;
- Cremeaux ;
- Cuzieu ;
- Dancé ;
- Épercieux-Saint-Paul ;
- Estivareilles ;
- Feurs ;
- Firminy ;
- Graix ;
- Grézieux-le-Fromental ;
- Jas ;
- Jonzieux ;
- Juré ;
- La Fouillouse ;
- La Tourette ;
- La Tuilière ;
- La Versanne ;
- Le Bessat ;
- Le Coteau ;
- Leigneux ;
- Lentigny ;
- L'Hôpital-le-Grand ;
- L'Hôpital-sous-Rochefort ;
- Lupé ;
- Luriecq ;
- Mably ;
- Maclas ;
- Magneux-Haute-Rive ;
- Maizilly ;
- Malleval ;
- Marcilly-le-Châtel ;
- Marclopt ;
- Marcoux ;
- Margerie-Chantagret ;
- Maringes ;
- Marols ;
- Marlhes ;
- Montbrison ;
- Montrond-les-Bains ;
- Mornand-en-Forez ;
- Neulise ;
- Noirétable ;
- Ouches ;
- Panissières ;
- Parigny ;
- Pavezin ;
- Pélussin ;
- Périgneux ;
- Planfoy ;
- Poncins ;
- Pralong ;
- Pouilly-lès-Feurs ;
- Pouilly-sous-Charlieu ;
- Rivas ;
- Roanne ;
- Roisey ;
- Rozier-Côtes-d'Aurec ;
- Sail-sous-Couzan ;
- Saint-André-le-Puy ;
- Saint-Appolinard ;
- Saint-Bonnet-le-Château ;
- Saint-Cyprien ;
- Saint-Cyr-de-Favières ;
- Saint-Denis-de-Cabanne ;
- Sainte-Agathe-la-Bouteresse ;
- Saint-Étienne ;
- Saint-Étienne-le-Molard ;
- Saint-Galmier ;
- Saint-Genest-Lerpt ;
- Saint-Genest-Malifaux ;
- Saint-Georges-en-Couzan ;
- Saint-Georges-Haute-Ville ;
- Saint-Germain-Laval ;
- Saint-Jean-Saint-Maurice-sur-Loire ;
- Saint-Jean-Soleymieux ;
- Saint-Julien-la-Vêtre ;
- Saint-Julien-Molin-Molette ;
- Saint-Just-en-Chevalet ;
- Saint-Just-Saint-Rambert ;
- Saint-Laurent-la-Conche ;
- Saint-Laurent-Rochefort ;
- Saint-Marcel-de-Félines ;
- Saint-Marcellin-en-Forez ;
- Saint-Maurice-en-Gourgois ;
- Saint-Michel-sur-Rhône ;
- Saint-Nizier-de-Fornas ;
- Saint-Nizier-sous-Charlieu ;
- Saint-Pierre-de-Bœuf ;
- Saint-Polgues ;
- Saint-Priest-en-Jarez ;
- Saint-Priest-la-Prugne ;
- Saint-Romain-le-Puy ;
- Saint-Sixte ;
- Saint-Thomas-la-Garde ;
- Saint-Thurin ;
- Salt-en-Donzy ;
- Savigneux ;
- Soleymieux ;
- Sury-le-Comtal ;
- Tarentaise ;
- Thélis-la-Combe ;
- Trelins ;
- Unias ;
- Unieux ;
- Usson-en-Forez ;
- Veauche ;
- Veauchette ;
- Vendranges ;
- Vérin ;
- Villemontais ;
- Vougy .

Plusieurs communes d'autres départements limitrophes sont également desservies :
- Ampuis (Rhône) ;
- Annonay (Ardèche) ;
- Boulieu-lès-Annonay (Ardèche) ;
- Chauffailles (Saône-et-Loire)
- Condrieu (Rhône) ;
- Coublanc (Saône-et-Loire) ;
- Craponne-sur-Arzon (Haute-Loire) ;
- Davézieux (Ardèche) ;
- Limony (Ardèche) ;
- Roussillon (Isère) ;
- Saint-Clair-du-Rhône (Isère) ;
- Saint-Cyr-sur-le-Rhône (Rhône) ;
- Sainte-Colombe (Rhône) ;
- Saint-Marcel-lès-Annonay (Ardèche) ;
- Saint-Romain-en-Gal (Isère) ;
- Saint-Symphorien-sur-Coise (Rhône) ;
- Serrières (Ardèche) ;
- Tupin-et-Semons (Rhône) ;
- Vienne (Isère) .